# 探偵スカット
探偵スカット（原題 - Q. T. Hush）は、1960年9月24日から1961年2月8日までKTTVで放送されたアメリカ合衆国のテレビアニメ。

## キャラクター
スカット
声 - 如月寛多、英 - ダラス・マッケノン
推理を完璧に熟す名探偵。
ナレーション
声 - 隅田順子、英 - 不明

## 日本での放送
日本では1962年5月15日から1963年1月3日までフジテレビで放送された。放送時間は月曜 - 土曜 18時55分 - 19時00分（JST）。明治乳業（現：株式会社 明治）の一社提供で、タイトルの「スカット」は、当時明治乳業が発売していた炭酸飲料「明治スカット」に因む。主題歌は映像と共に日本オリジナルであり、友竹正則が歌っている（作詞：水木ひろし / 作曲：桜井順）。